# Lillestrøm
Lillestrøm är en stad som utgör centralort i Lillestrøms kommun i Akershus fylke i Norge. Orten tilldelades stadsstatus (norska: bystatus) av dåvarande Skedsmo kommun år 1997. Statistiskt sett ingår den i tätorten Oslo. Staden ligger knappt 20 kilometer öster om centrala Oslo och har cirka 14 000 invånare.
Lillestrøms traditionella huvudnäring är skogsindustri. Staden var ett centrum för timmerflottning och fick på grund av sina sågverk smeknamnet "Flisbyen".
Lillestrøm har sitt namn efter gården Lille Strøm, där den första stationen på järnvägen mellan Christiania (Oslo) och Eidsvoll öppnade 1854. Den industriella revolutionen innebar några år därefter en kraftig befolkningstillväxt för staden, då timmerhanteringen industrialiserades. Fram till 1961 var staden en egen kommun.
Lillestrøm är en järnvägsknut. Där förenas Kongsvingerbanen med stambanan.
Lillestrøm är säte för Akershus teater, flera konstgallerier samt två biografer - en gammaldags 20-talsbio och en modern flersalongsbiograf.
Stadens främsta fotbollsklubb, Lillestrøm SK, som spelar sina hemmamatcher på Åråsen stadion, tillhör den högsta norska serien, Eliteserien.
Tidigare har orten utgjort centralort i dåvarande Lillestrøms kommun respektive Skedsmo kommun.